# Cee-Lo Green... Is the Soul Machine
Cee-Lo Green... Is the Soul Machine is het tweede album van de amerikaanse rapper/zanger Cee-Lo Green, het album werd op 2 maart 2004 uitgegeven.

## Tracklist
| Nr. | Titel                                                      | Duur |
| --- | ---------------------------------------------------------- | ---- |
| 1.  | Intro                                                      | 0:23 |
| 2.  | Soul Machine                                               | 1:40 |
| 3.  | The Art Of Noise (feat. Pharrell)                          | 3:46 |
| 4.  | Living Again                                               | 3:37 |
| 5.  | I'll Be Around (feat. Timbaland)                           | 3:41 |
| 6.  | The One (feat. Jazze Pha & T.I.)                           | 4:43 |
| 7.  | My Kind Of People (feat. Jazze Pha & Menta Malone)         | 3:54 |
| 8.  | Childz Play (feat. Ludacris)                               | 3:54 |
| 9.  | I Am Selling Soul                                          | 4:16 |
| 10. | All Day Love Affair                                        | 4:12 |
| 11. | Evening Newz (feat. Chazzie & Sir Cognac The Conversation) | 4:12 |
| 12. | Scrap Metal (feat. Big Rube & G-Rock)                      | 4:40 |
| 13. | Glockapella                                                | 5:21 |
| 14. | When We Were Friends                                       | 3:43 |
| 15. | Sometimes                                                  | 5:04 |
| 16. | Let's Stay Together (feat. Pharrell)                       | 3:54 |
| 17. | Die Trying                                                 | 4:05 |
| 18. | What Don't You Do? (outro)                                 | 0:20 |